# Episparis spilothyris
Episparis spilothyris är en fjärilsart som beskrevs av Pierre E.L. Viette 1956. Episparis spilothyris ingår i släktet Episparis och familjen nattflyn. Inga underarter finns listade i Catalogue of Life.